# Бронепалубные крейсера типа «Д’Ассас»
Бронепалубные крейсера типа «Д’Ассас» — серия крейсеров 2-го класса французского флота, построенная в 1890-х гг. Стали несколько изменённой версией крейсеров типа «Фриан» (фр. Friant), отличаясь от них составом артиллерии. Всего было построено 3 единицы: «Д’Ассас» (фр. D'Assas), «Дю-Шейла» (фр. Du Chayla), «Кассар» (фр. Cassard).

## Конструкция

### Корпус
Крейсера типа «Д’Ассас» были аналогичны по конструкции «Фриану» и имели типичный для французских кораблей того времени корпус — с очень длинным тараном в форме плуга. Борта были завалены вовнутрь, для улучшения обстрела орудий, размещённых по бортам. Крейсера имели значительную строительную перегрузку, в результате чего их остойчивость считалась недостаточной.

### Силовая установка
Силовые установки на крейсерах имели редко используемые водотрубные котлы системы Лаграфеля д’Алле. Запас угля на крейсерах составлял 600 тонн.

### Бронирование
Крейсера типа «Д’Ассас» получили бронирование по типичной французской системе. Броневая палуба проходила ниже ватерлинии и достигала на скосах толщины 100 мм. Над броневой палубой располагались коффердамы, межпалубное пространство было частично заполнено мелкими водонепроницаемыми отсеками. Лёгкое броневое прикрытие получили орудия и боевая рубка. Над энергетической установкой находилась ещё и тонкая противоосколочная палуба. В сравнении с крейсерами типа «Фриант» бронирование было несколько усилено.

### Вооружение
Крейсер типа «Д’Ассас» получили в качестве главного калибра 6 скорострельных пушек калибра 164 мм. 2 из них размещались в оконечностях, остальные 4 в традиционных для французских кораблей спонсонах.

## Служба
- «Д’Ассас» — заложен в 1894 году, в Сен-Назере, на частной верфи Ateliers et Chantiers de la Loire, спущен в марте 1896 года, в строю с марта 1898 года. Был списан в 1910 году, а в 1914 году пошёл на слом.
- «Дю-Шайла» — заложен в марте 1894 года, на верфи ВМС в Шербуре, спущен 10 ноября 1895 года, в строю с февраля 1898 года. К 1918 году был частично разоружён, а его артиллерия передана на сухопутный фронт. Был списан в 1921 году, продан на слом в 1933 году.
- «Кассар» — заложен в 1894 году, на верфи ВМС в Шербуре, спущен 27 мая 1895 года, в строю с марта 1898 года. Списан в 1924 году, в 1925 году продан на слом.[2]